# باربارا پاتر
 باربارا پاتر (انگلیسی: Barbara Potter؛ زاده ۲۲ اکتبر ۱۹۶۱) یک تنیس‌باز اهل ایالات متحده آمریکا است.